# Goryeo
Pour les articles homonymes, voir Koryo.
918-–1232
1270-–1392
Entités précédentes :
- Silla (918)
- Empire mongol (1270)

Entités suivantes :
- Empire mongol (1232)
- Dynastie Joseon (1392)

Le royaume de Goryeo (hangeul : 고려 ; hanja : 高麗 ; RR : Goryeo, /ko.ɾjʌ/, litt. « Beauté élevée »), parfois translittéré en Koryo, est l'État qui a occupé toute la superficie de la péninsule de Corée du début du Xe siècle à la fin du XIVe siècle (918–1392). Pendant deux siècles, les arts et le commerce font la richesse de la Corée et le bouddhisme prend une très grande place. La capitale est alors Gaegyeong, aujourd'hui Kaesŏng en Corée du Nord.
Durant les deux siècles qui suivent cette période de paix et de prospérité, aux XIIe et XIIIe siècles, les invasions mongoles ravagent totalement le pays. Les Mongols installent leur pouvoir central à Pékin : c'est la dynastie Yuan. Ils y restent 89 ans et sont finalement vaincus en Corée à la fin des années 1370 et au début des années 1380 par le général Yi Seonggye. Ce général fonde la dynastie Yi, ou dynastie Joseon, en 1392.

## Histoire

### La fin de Silla
Vers la fin du IXe siècle, le royaume de Silla décline ; il doit faire face à une période de guerre civile et de soulèvements paysans, à des scissions en nombreux territoires dominés par des seigneurs qui proclament leur indépendance. Les principales rébellions sont conduites par Gung Ye de Silla (궁예, 弓裔, mort en 918), Gi Hwin (기휜), Yang Gil (양길) et Gyeon Won (견훤).
Ce Gyeon Won se proclame, en 900, roi du nouveau Baekje ou Hu-Baekje (후백제, 後百済, soit Baekje postérieur). En 901 Gung Ye crée le nouveau Koguryo ou Hu-Goguryeo (후고구려, 後高句麗, soit Goguryeo postérieur), plus tard renommé Taebong (태봉, 泰封). Il réussit son opération avec l'appui de Wang Geon. Quant à Wang Geon, fils d'un riche marchand de Songak (actuelle Kaesŏng) et ancien dignitaire de Silla, il se proclame, en 918, chef d'un État qu'il nomme Goryeo. Ces évènements mettent fin à l'époque de la Corée unifiée au sein du royaume de Silla. C'est une période intermédiaire, dite « période des Trois Royaumes postérieurs », qui va durer jusqu'en 935. La période prend fin en 935 avec la défaite et l'annexion du Baekje postérieur par Wang Geon, allié à Taebong. Ce dernier, Wang Geon qui conduit à la réunification de la péninsule en créant le nouvel État de Goryeo, est alors un marchand qui a fait fortune en commerçant avec la Chine des Tang, qui traversait une crise semblable à celle que traversait Silla.
En effet le délitement de Silla intervient parallèlement à l'effondrement des Tang, qui commence en 868 et s'achève en 907. La capitale Chang'an est prise en 881 par le contrebandier Huang Chao. La Chine éclate alors, c'est la période des Cinq Dynasties et des Dix Royaumes (907-979). En 904 la tribu mongole des Khitan s'empare de Chang'an et fonde, dans le nord de l'ancien empire Tang et sur les steppes un empire conquérant sous la Dynastie Liao. C'est une nouvelle menace pour la péninsule.

### Établissement de la dynastie
De 918 à 935, Goryeo prend le contrôle de la péninsule, et s'étend. La conquête vers le Nord va jusqu'au fleuve Chongchon, et s'arrête face aux Khitans. Plusieurs guerres ont lieu contre les Khitans à partir de 993, s’achevant par la bataille de Kwiju (en) en 1019 qui les repousse définitivement hors de la péninsule.
Entre 1033 et 1044, la frontière est fortifiée, à la manière du limes romain, sur le cours inférieur du Amnokgang, et du Amnokgang moyen à la mer de l'Est.
La reprise économique est étonnante. Kaesong et les autres villes redeviennent des marchés opulents. Le commerce des importations depuis la Chine concerne la soie, les bois laqués, les épices et le thé. Ces denrées sont aussi revendues au Japon. Surtout la Corée produit en grandes quantités et exporte le ginseng, le papier, les marbres, l'orfèvrerie et les céramiques précieuses entre toutes : les céladons.
Afin d'affermir son pouvoir, le quatrième roi de Goryeo, Gwangjong, édicte une série de lois, dont l'affranchissement des esclaves en 958, et la création d'un concours de recrutement pour les fonctionnaires. Il se proclame Empereur. Petit à petit, par cette œuvre administrative, les rois de Goryeo réussissent à discipliner progressivement les seigneurs locaux, dans les campagnes, but atteint sous le onzième roi de la dynastie, Munjong (문종, 文宗) (1019-1083). Munjong et ses successeurs affirment l'autorité du civil sur le militaire. Mais les grandes familles aristocratiques, dont certains clans sont les héritiers de familles aristocratiques dans le système de Silla et de rang de « l'os véritable », celui des hauts dignitaires (anciennes familles royales, vaincues par Silla, les branches cadettes de la famille royale, etc. ) entrent en rivalité. Ces clans, ces familles ne cessent de s'arracher le pouvoir et tentent, parfois, de démettre tel roi au profit de l'un des leurs.
Les milices aristocratiques sont supprimées au profit d'une armée nationale de 300 000 hommes et d'un corps d'élite chargé de protéger la monarchie. Les souverains restaurent une administration fondée sur le recrutement de fonctionnaires, sur le modèle chinois, à l'époque celui des Song. Ce concours mandarinal, créé en 958 perdurera, bon an mal an, jusqu'en 1895. Malgré l'œuvre administrative accomplie jusqu'en 1000 environ (concours, sinisation, assimilation des élites antérieures), le pouvoir de la dynastie ne peut s'imposer complètement. Les potentats locaux gardent une part de leur autonomie.

### Affaiblissement de l'autorité centrale
Les grandes familles aristocratiques occupent toutes les places de hauts fonctionnaires. Le pouvoir tente de tisser des liens avec ces grandes familles en pratiquant, depuis Wang Geon, des mariages entre des membres de la famille royale et des membres de ces clans. Ce qui a pour effet de produire des familles de beaux-parents puissants qui sont en mesure de menacer, à chaque occasion, la dynastie. Pour prendre un exemple de ces intrigues, les épouses impériales, du onzième roi (Munjong) au dix-septième roi (Injong), sont issues de la maison Li (Yi) d'Inju (인주이씨, 仁州李氏), l'un de ces clans évoqués au paragraphe précédent. À chaque mariage, les Li gagnent du pouvoir sur les rois, ce qui conduit au coup d'État de Li Jagyeom (Yi Cha-gyom) en 1126-27. Malgré son échec, la puissance du monarque est atteinte dans les esprits, et Koryŏ doit subir une guerre civile au sein de la noblesse.
Le prince Uich'ôn (1055-1102), grand guide bouddhiste, n'a pu mener à bien son travail d'unité des courants bouddhistes en raison d'une mort précoce. Le pays fait face aux invasions, à la dictature militaire et à des soulèvements populaires dus à la situation détériorée des campagnes. Le bouddhisme s'est retrouvé dans une situation dangereuse car, officiellement reconnu, il s'est laissé partiellement gagner et corrompre par l'attrait du pouvoir et de l'argent.
En 1135, le moine bouddhiste Myo Chung (Myonch'ông) propose de déplacer la capitale à Seogyeong (actuelle Pyongyang). Cette proposition divise la noblesse :
- les uns soutiennent Myo Chung, croyant en ce déplacement et surtout dans sa signification, la poursuite de la conquête en Mandchourie ;
- les autres, suivant Kim Busik (auteur du Samguk sagi), préfèrent le statu quo.

Myo Chung ne sait pas convaincre le roi, et se révolte. Il échoue.
En 1170, les militaires menés par Jeong Jungbu (정중부, 鄭仲夫) et Li Uibang (이의방, 李義方) prennent le pouvoir. Le roi Injong part en exil, et Myeongjong (명종, 明宗) est couronné à sa place. Les fonctionnaires civils sont mis à l'écart, au profit des militaires. Une longue période d'instabilité s'ensuit, entre coups d'État militaires au sommet de l'État et révoltes paysannes à la base.

### Invasions mongoles
Dès les débuts de l'expansion mongole, le Goryeo souffre de ses raids. Tout d'abord ce sont les Jurchens, d'origine mandchoue, qui s'emparent en 1126 de l'empire Khitan ; lequel empire avait été bâti sous la dynastie Liao (907-1125) à la suite de la chute des Tang. Les Jurchens battent ensuite l'armée des Song et conquièrent toute la Chine du Nord. En Corée, le parti des lettrés, avec Kim Busik, défend l'engagement au sein d'une alliance défensive avec les Song. Son Histoire des Trois Royaumes (le Samguk Sagi) va dans ce sens. Mais cette option est finalement renversée par le parti des militaires, à la fin du siècle et ceux-ci imposent une dynastie de généralissimes héréditaires à partir de 1197. Par ailleurs, cette dynastie de militaires favorise le développement du bouddhisme sŏn, version coréenne du bouddhisme chán, en Chine, et du bouddhisme zen, au Japon. Dans le même temps ils réduisent le pouvoir des monastères de la capitale et sa région, car ceux-ci étaient dirigés par des branches cadettes de la famille royale et par des familles de l'aristocratie liées à la cour.
Les premiers temps de cette période commencent par des conflits entre généraux, de 1170 à 1196. Des révoltes de paysans et d'esclaves enflamment les campagnes. Ch'oe Chung-hŏn met un terme à cette confusion en 1196 et sa famille reste au pouvoir 58 ans, jusqu'en 1254. Il obtient le calme en offrant des charges à des rebelles et en libérant des esclaves, qui sont ensuite intégrés au système administratif local. Son fils Choe U crée deux institutions. L'une recrute des lettrés qui peuvent ainsi entrer au gouvernement, le Sŏbang. L'autre, le Sambyŏlch'o (les Trois Patrouilles d'Élite) constitue une force militaire contrôlée par les clans. L'essentiel du nouveau gouvernement était aux mains de serviteurs militaires privés, au service de grands clans, les mun'gaek, et après 1196 le clan Choe mit en avant son propre mun'gaek. Le clan des Choe assurait un contrôle direct des institutions locales car tout respect de l'autorité avait disparu des provinces. Ces choix redonnent du pouvoir aux chefs locaux, les hojang, et donnent plus d'importance au kamugwan, un service du gouvernement central qui supervisait les juridictions rurales. À côté de cela, ils sponsorisent la vie intellectuelle en valorisant le Confucianisme, un moyen de légitimer leur pouvoir.
Ce pouvoir militaire, qui aurait peut-être pu évoluer en un shogunat coréen, va être détruit par l'invasion mongole. Peu de pays ont autant souffert que la Corée de cette violence mongole. Ces populations mongoles sont unifiées par Gengis Khan (1155/1162 - 1294), qui se dirige tout d'abord vers l'Ouest, vers l'Occident. De 1217 à 1258 la Corée subit plusieurs invasions liées à l'expansion mongole. En 1217, les Khitans qui fuient devant les Mongols, franchissent le fleuve Yalou et pillent le nord de la Corée. L'année suivante les Mongols les poursuivent et aident ainsi les Coréens à s'en débarrasser. Mais ceci doit être compensé par un tribut exorbitant : il comporte de grandes quantités de chevaux, que la Corée ne possède pas, et exige des vierges, que les Coréens refusent de livrer. En 1224, le tribut n'est pas versé. Les envoyés mongols sont mis à mort.
Les Mongols de Kubilai Khan (1215-1294) envahissent le Goryeo en 1231, et le roi signe sa reddition en 1232 : un général représentant l'empereur mongol s'installe à Kaesŏng. Le chef du gouvernement Choe U fuit sur l'île de Ganghwa la même année, exhortant tout le monde à la résistance armée. Une deuxième invasion est déclenchée par la mort du général mongol. En 1235, après une troisième invasion, des garnisons permanentes sont imposées. Les campagnes comme les villes sont mises à sac. Le roi et ses successeurs résistent à Ganghwado, et soutiennent une résistance féroce et obstinée à l'envahisseur durant une quarantaine d'années. Mais ils ne peuvent protéger le pays, livré à toutes les violences.
En 1254, 200 000 Coréens sont envoyés en captivité lors de la quatrième invasion mongole. Le Tripitaka Koreana est détruit. Le pays est totalement dévasté. Le roi refuse quant à lui de revenir sur le continent tant que les Mongols sont présents, puis cède en 1258. Quelques dignitaires militaires refusent cette reddition, et forment la rébellion des Sambyeolcho, qui lutte dans les îles du détroit de Corée, entre le sud de la péninsule et le Japon. La cour ne peut revenir à Gaegyong qu'en 1270, moyennant de dures conditions :
- le nord de la Corée est distribué en colonies ;
- Jeju-do devient haras mongol ;
- le représentant mongol fait et défait la loi, selon les volontés de Khanbalik (actuelle Pékin) ;
- des humiliations protocolaires et vestimentaires sont imposées.

De 1260 à 1270, le Goryeo se trouve dans une période de transition qui suit les conquêtes. Les missives échangées entre Wonjong et Kubilai Khan mettent en lumière « six services » imposés par le pouvoir mongol : préserver les traditions et coutumes du Goryeo sans s'approprier celles des Mongols, soutenir et ravitailler l'armée de l'Empire, fournir des princes en otage pour le kheshig, refuser les émissaires ne provenant pas de l'Empire, installer des relais postaux intégrés à l'örtöö, restaurer la cour à la capitale Goryeo et mettre les provinces sous autorité du darugachi (gouverneur provincial). Les rois du Goryeo ne s'y conforment pas complètement et Wonjong propose d'établir une alliance matrimoniale afin de résoudre les tensions. En 1274, un mariage est finalement conclu, transformant le Goryeo en apanage princier, conférant une plus grande autonomie à la famille royale du Goryeo. Ces alliances matrimoniales se poursuivent jusqu'à la chute des Mongols en 1368.
La cour impériale mongole impose plusieurs institutions afin de préserver la légitimité et s'assurer la loyauté des sujets du Goryeo. Certaines institutions mongoles, comme le kheshig, sont introduites. Le pouvoir mongol installe également un bureau militaire à la suite des soulèvements sur l'île de Jeju en 1273. La « cour pour l'expédition militaire de l'Est » est installée afin de préparer l'invasion du Japon. De plus, le grand khan garde le pouvoir sur les intronisation et destitutions des souverains Goryeo.
La Corée, de 1270 à 1356, est sous la domination mongole des Yuan, établis à Pékin de 1279 à 1368, soit 89 ans. C'est aussi une période de brassage des élites, où des Coréens envoyés à Pékins rencontrent d'autres envoyés de toutes les régions soumis aux Yuan : Chinois, Mongols, Vietnamiens, peuples d'Asie Centrale et bien d'autres peuples. Tous sont placés dans la position traditionnelle en Chine, « sous la protection » de l'empereur, cette fois-ci de dynastie Yuan. Certains Coréens en reviennent en ayant intégré des coutumes étrangères et plusieurs milliers d'étrangers auront vécu en Corée.

### Tentatives d'invasion mongoles du Japon (1274 et 1281)
La Corée sert de base d'invasion du Japon par les armées mongoles (1274 et 1281). La Corée est alors totalement soumise au pouvoir mongol, bien que le vainqueur ait placé la cour coréenne et son administration à Kaesong. Ce qui maintient au sein de la cour une culture coréenne authentique. Mais la Corée aura été contrainte de participer à cette guerre, et c'est une humiliation de plus, un signe encore de son assujettissement[source insuffisante]. D'un autre côté, l'Histoire de Goryeo rapporte que c'est le futur roi Chungyeol (忠烈王), gendre de Kublai Khan, qui a suggéré à l'empereur de la dynastie Yuan d'envahir le Japon. Il semble que son but était de maintenir l'armée mongole sur la péninsule afin de renforcer sa propre base politique et d'utiliser sa force militaire comme soutien. Le Japon est sauvé in-extremis par les kamikaze, des vents divins qui coulent la flotte mongole.

### Expulsion des Mongols de Corée (1364). Effondrement des Yuan en Chine (1368). Création de Joseon (1392)
Profitant de l'affaiblissement des Mongols, en Chine comme ailleurs, le roi Gongmin (Kongmin) (r. 1351-1374) détruit en 1356 la faction pro-monghole dirigée par Ki Ch'ol, frère de l'impératrice Ki, seconde épouse du dernier empereur mongol. La Corée était de nouveau indépendante. Gongmin entreprend une politique anti-Mongol et pro-Ming. Elle subit cependant l'invasion passagère des Turbans rouges (rebelles chinois) qui ravagent le pays en 1359 et 1360, et en sont chassés par les généraux Choe Yeong et Yi Seonggye. Le général Yi Seonggye (Yi Sŏng-gye) vainc les Mongols et les Jurchens à la fin des années 1370 et au début des années 1380. Il existe, en effet, en Corée un parti pro-Yuan, composé de familles associées au pouvoir sous la dynastie Yuan. En Chine, le dernier empereur Yuan, Togoontomor est renversé en 1368 par Zhu Yuanzhang, Hongwu qui se proclame premier empereur Ming. Mais cette nouvelle dynastie Ming en Chine empêche Yi Seonggye de reprendre la Mandchourie. En 1369 Les Ming reconnaissent Gongmin comme roi de Corée et les anciennes relations tributaires sont rétablies entre la Corée et la Chine.
Le général Yi Seonggye s'attaque aussi aux pirates japonais : ceux-ci menaient des raids sur les côtes depuis le XIIIe siècle, mais leurs pillages avaient pris une telle ampleur au XIVe siècle que les zones côtières étaient totalement abandonnées. Yi Seonggye organise donc la chasse aux pirates et éradique ce danger, ce qui lui vaut une grande popularité.
Le roi, passé sous l'influence du moine Sin-Ton, est assassiné en 1374. Un enfant de onze ans, le roi U, est alors l'héritier légitime. Mais le pouvoir réel est dans les mains de Yi In-im, chef de clan important. Les Ming n'ont pas confiance en ce nouveau pouvoir en Corée. Ils refusent de reconnaître le roi U. Yi In-im abandonne alors la politique pro-Ming de l'ancien roi Gongmin. Mais sa tentative d'établir des relations amicales avec les Yuan du Nord échoue lorsque les Mongols demandent aux Coréens de se joindre à eux pour attaquer les Ming. Les relations avec les Ming sont restaurées quelque temps, mais se rompent à nouveau lorsque les Ming décident de poster une garnison et d'établir une commanderie dans le Hamgyong. La faction y est chassée en 1388 par un général, Ch'oe Yong, qui prend le pouvoir militaire. Il est soutenu par les généraux Yi Seonggye et Cho Min-su. Ch'oe et le roi U font mobiliser le pays pour attaquer les Ming. Ch'oe en serait le commandant. Le général Yi Seonggye est chargé du commandement d'une partie de l'armée. Mais celui-ci fait demi-tour à la frontière, refusant de combattre le nouveau pouvoir chinois des Ming. Et avec le soutien de Cho Min-su il dépose le roi U et le remplace par Ch'ang, son fils de neuf ans. L'année suivante, en 1389, il évince le petit roi Ch'ang, et le remplace par Kongyang, un parent éloigné. Yi destitue de son rang son ancien associé, Cho Min-su, en fait un simple roturier. Il prend le pouvoir en Corée en 1392, et fonde la dynastie Joseon. Tout de suite il renforce son pouvoir par des réformes radicales avec l'aide de membres de l'administration, lettrés et réformateurs. La première réforme est une réforme agraire, qui commence par un grand feu de joie où l'on brûle les anciens registres sur la place publique.
Après l'effondrement des Yuan et la restauration d'un pouvoir chinois en Chine, la nouvelle dynastie va plus ou moins s'isoler du monde, garder ses distances d'avec tous ses voisins. Le même phénomène se passe en Corée. Pour les Coréens de cet après-guerre, l'étranger signifie le désordre et les contacts avec lui seront, dès lors, très limités.

## Œuvre administrative
La dynastie Goryeo instaura en 958, sur le modèle chinois, un concours de recrutement de la fonction publique et une Académie nationale, le  (cKukchagam , est créé dans la capitale, Gaegyeong (aujourd'hui Kaesŏng), en 982 pour préparer les candidats. Trois épreuves étaient organisées, dont une (myeonggyeong kwa) était consacrée à la lecture et l'interprétation des classiques. Ce fut un progrès considérable, qui permit de sélectionner les plus aptes à remplir les tâches administratives. C'est également ce concours qui poussa la classe aisée à l'étude du chinois classique, et donc à l'imprégnation des esprits par la philosophie confucéenne. Le concours ne fut aboli qu'en 1895.
Au Xe siècle également, un haut fonctionnaire, Choe Seung-ro (927-989) rédige un long mémoire destiné au roi, traitant de tous les problèmes contemporains, et qui constitue un manuel de bon gouvernement confucéen, inspiré par le principe réglant la coexistence du bouddhisme et du confucianisme :

« Le bouddhisme sert à la culture de soi, le confucianisme à la gestion du pays ; la culture de soi, c'est en vue de la vie future, la gestion du pays, c'est la tâche du présent. »

La caste de fonctionnaires créée par ce concours se dévoua complètement à l'État, qui assura en contrepartie une forte ascension sociale à ces personnes d'origine modeste. Elle contribua également à diffuser la philosophie confucéenne.
Le cinquième roi, Gyeongjong (경종, 景宗) (r. 975-981), lança un programme de remembrement cadastral, le Jeonsigwa (전시과, 田柴科). Le sixième roi, Seongjong, (성종, 成宗) (r. 981-997) engagea des fonctionnaires pour la gestion locale, rôle précédemment tenu par des seigneurs.

## Culture et arts

### Culture
Sous la dynastie Goryeo, le bouddhisme connaît un apogée. Le site de l’ancien palais royal de Manwoltae (Kaesong) témoigne d'un ensemble à double enceinte, palais royal et bâtiments administratifs, ainsi que de plusieurs portes. Le passage d'une délégation chinoise, à l'époque de la dynastie Song, évoque la magnificence de cet ensemble. L'une des portes, comportait un toit monumental sur deux niveaux. Le bouddhisme, religion d'État, fortement lié au pouvoir, reçoit de nombreux dons de terres des rois successifs. Son clergé exerce également une grande influence. L'intégralité du canon bouddhique fut gravé sur 80 000 panneaux de bois, destinés à invoquer l'aide du Bouddha pour repousser les Mongols (Tripitaka Koreana) ; ces panneaux sont conservés au temple de Haeinsa (해인사).
Les Coréens inventent également, deux siècles avant Gutenberg, les caractères mobiles en 1234, pour un ouvrage sur l'étiquette de la Cour. Un livre de sermons bouddhistes imprimé selon cette méthode en 1377 est conservé à la Bibliothèque nationale de France. C'est le plus vieux livre à caractères imprimés au monde et la Corée en souhaite la restitution par la France. Si les caractères métalliques mobiles permettaient de produire d'autres textes, les illustrations, elles, étaient gravées sur panneaux de bois, traités afin de se conserver, et pouvaient être réutilisés pour des tirages ultérieurs. Les caractères hangeul n'ont été inventés qu'en 1443 par le roi Sejong. Les textes imprimés à l'époque Goryeo sont donc en caractères chinois, hanja. L'invention des caractères mobiles fut accompagnée de la découverte de nouveaux moyens de produire le papier.
C'est également pendant cette période que les Gisaeng (courtisanes coréennes) firent leur apparition.
L'historiographie officielle de cette période est présentée dans le Goryeo-sa, rédigé en 1451 par Chong In-ji.

### Céramique

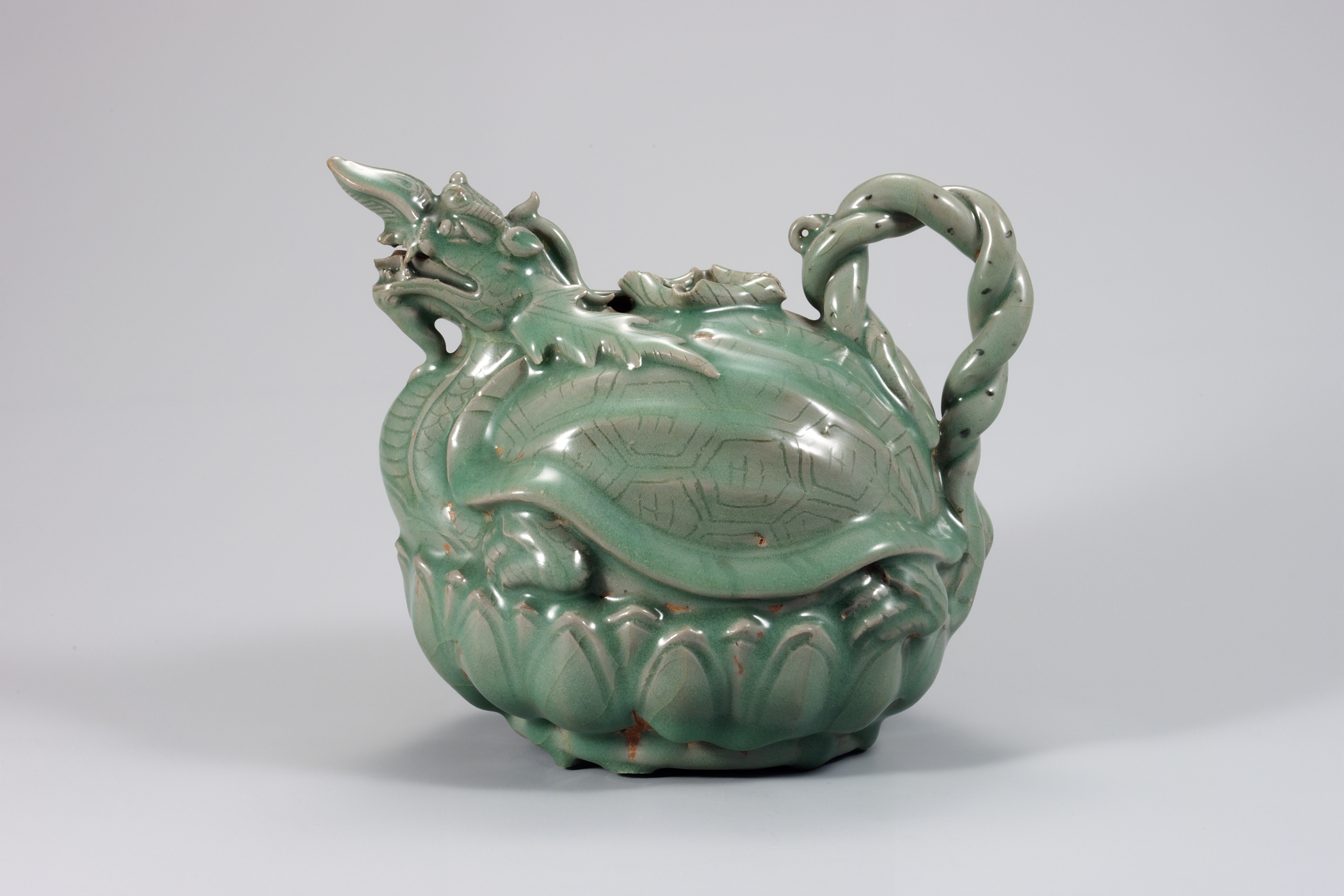
Théière en forme de tortue. Céladon, époque Goryeo. Musée national de Corée
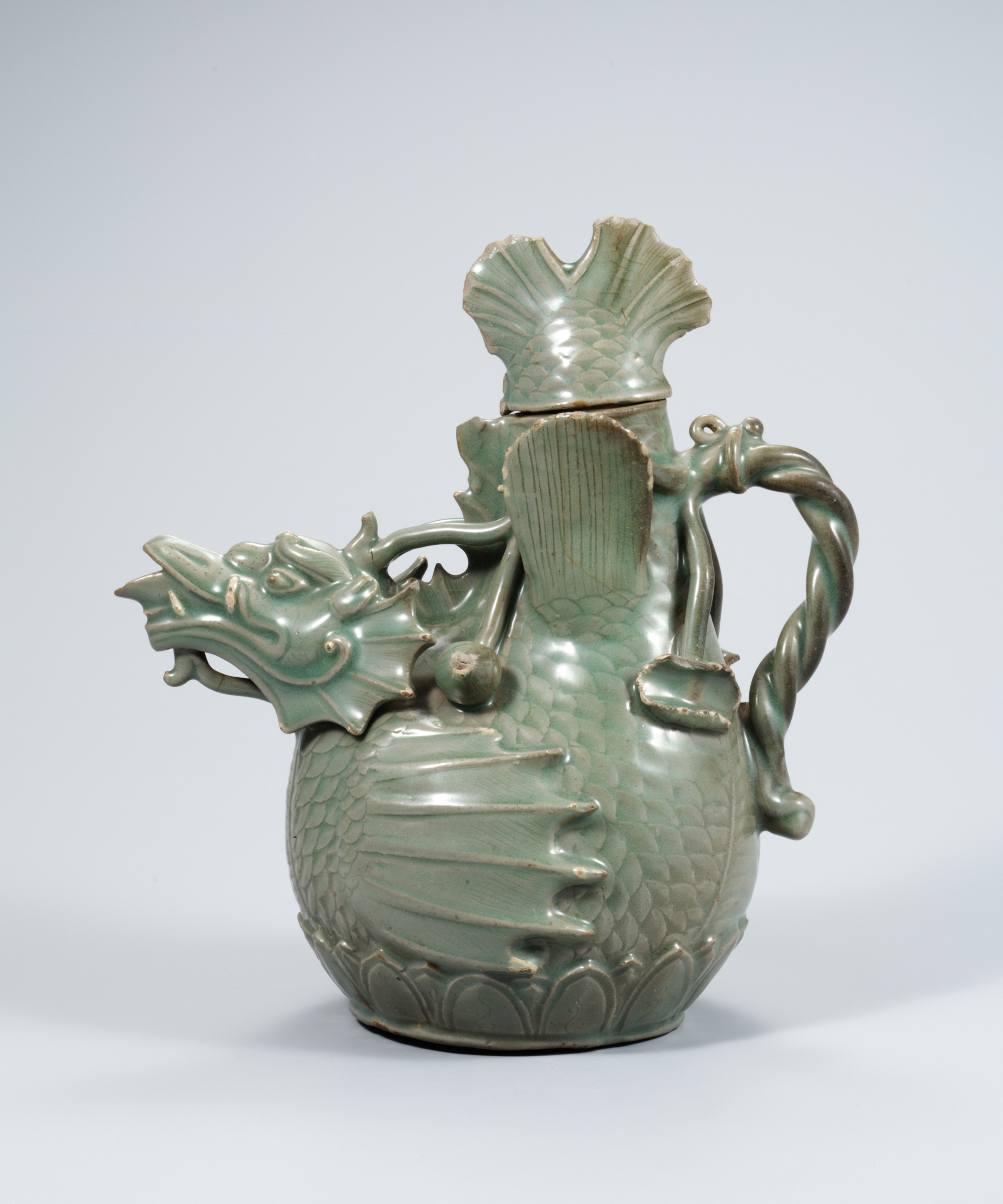
Verseuse en forme de dragon. Céladon, époque Goryeo, XIIe siècle. Musée national de Corée
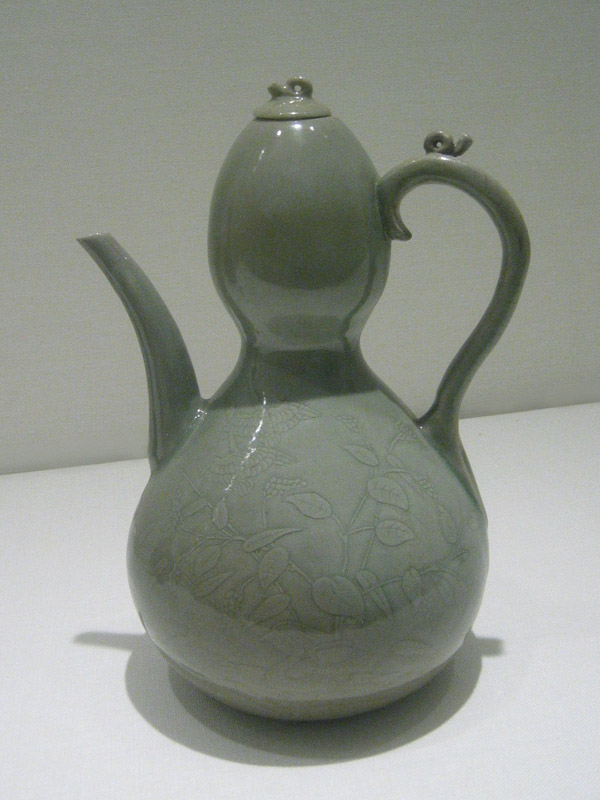
Verseuse / double gourde : sauvagines et roseaux. Grès à décor gravé et incisé sous couverte céladon. H. 26,7 cm. Début XIIe siècle. Met
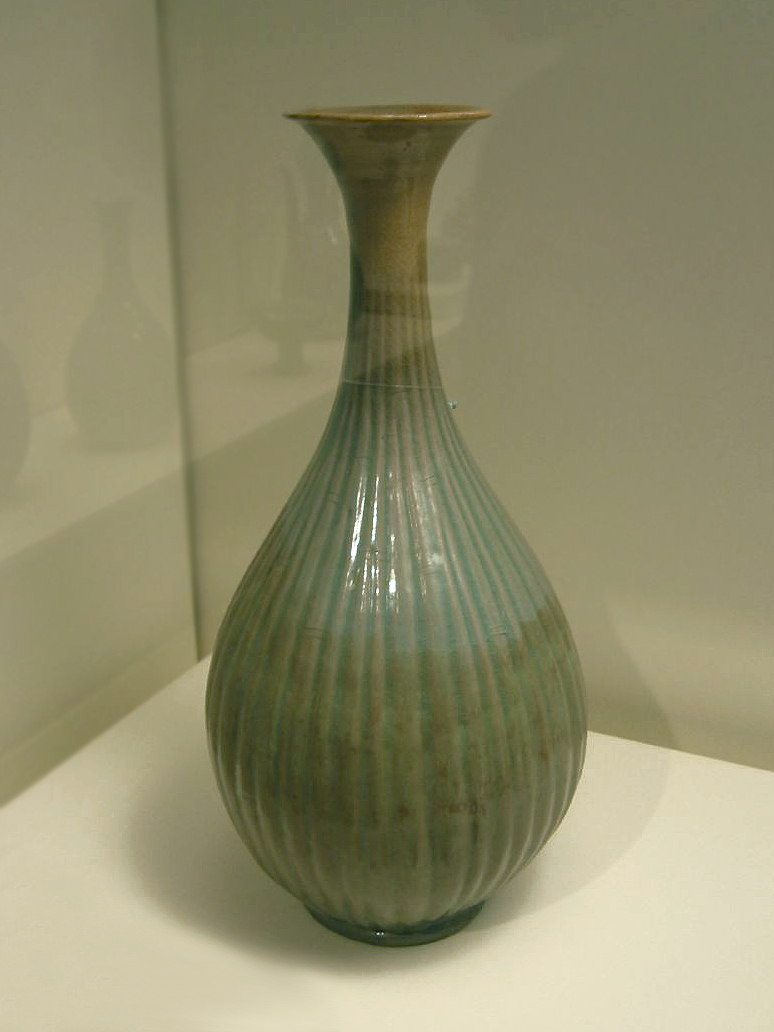
Flacon à décor canelé et incisé sous couverte céladon. Époque Goryeo (1150-1200). Musée d'art asiatique de San Francisco
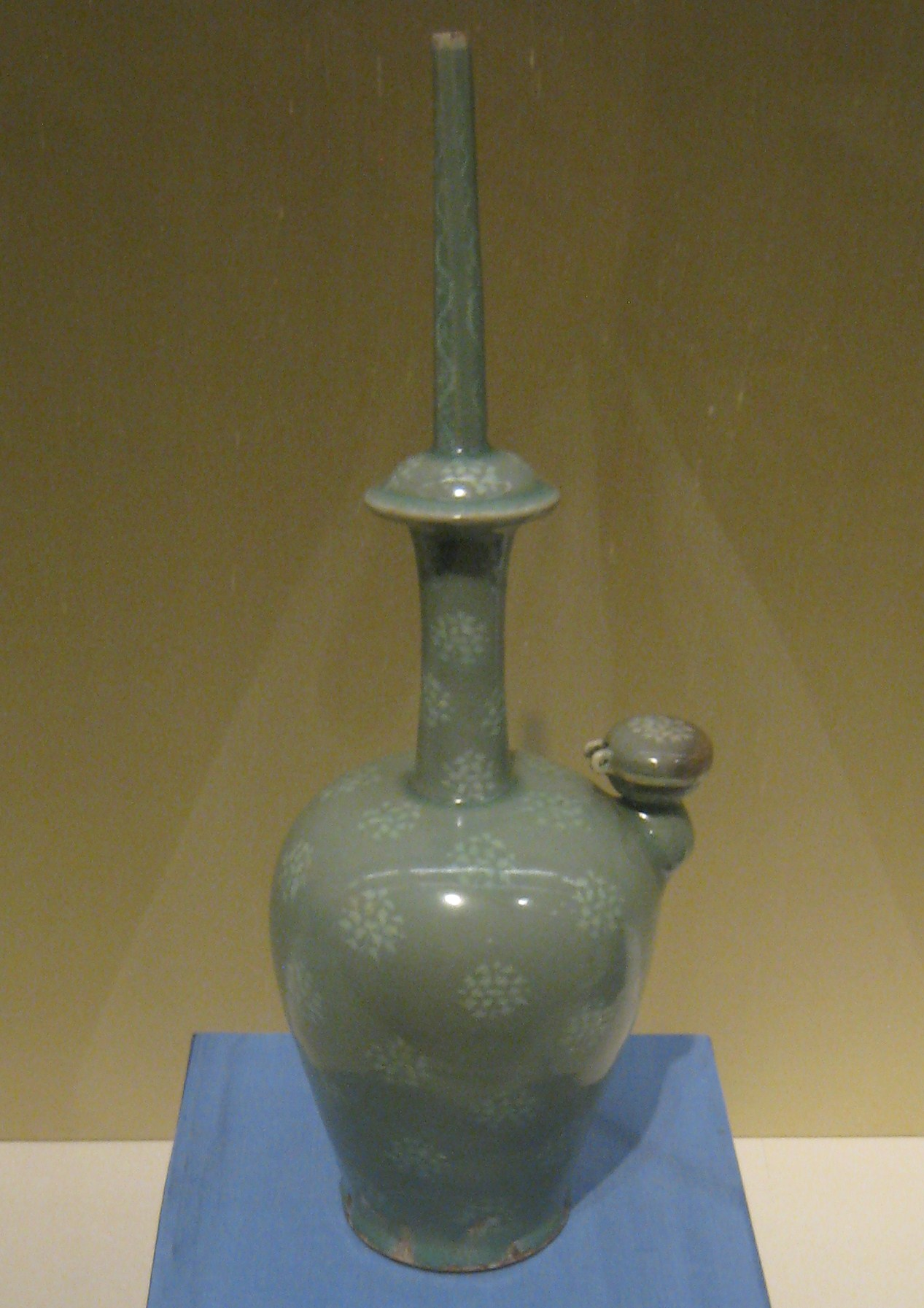
Kundika (vase rituel bouddhiste). Céladon de la période Goryeo (Koryŏ). British Museum
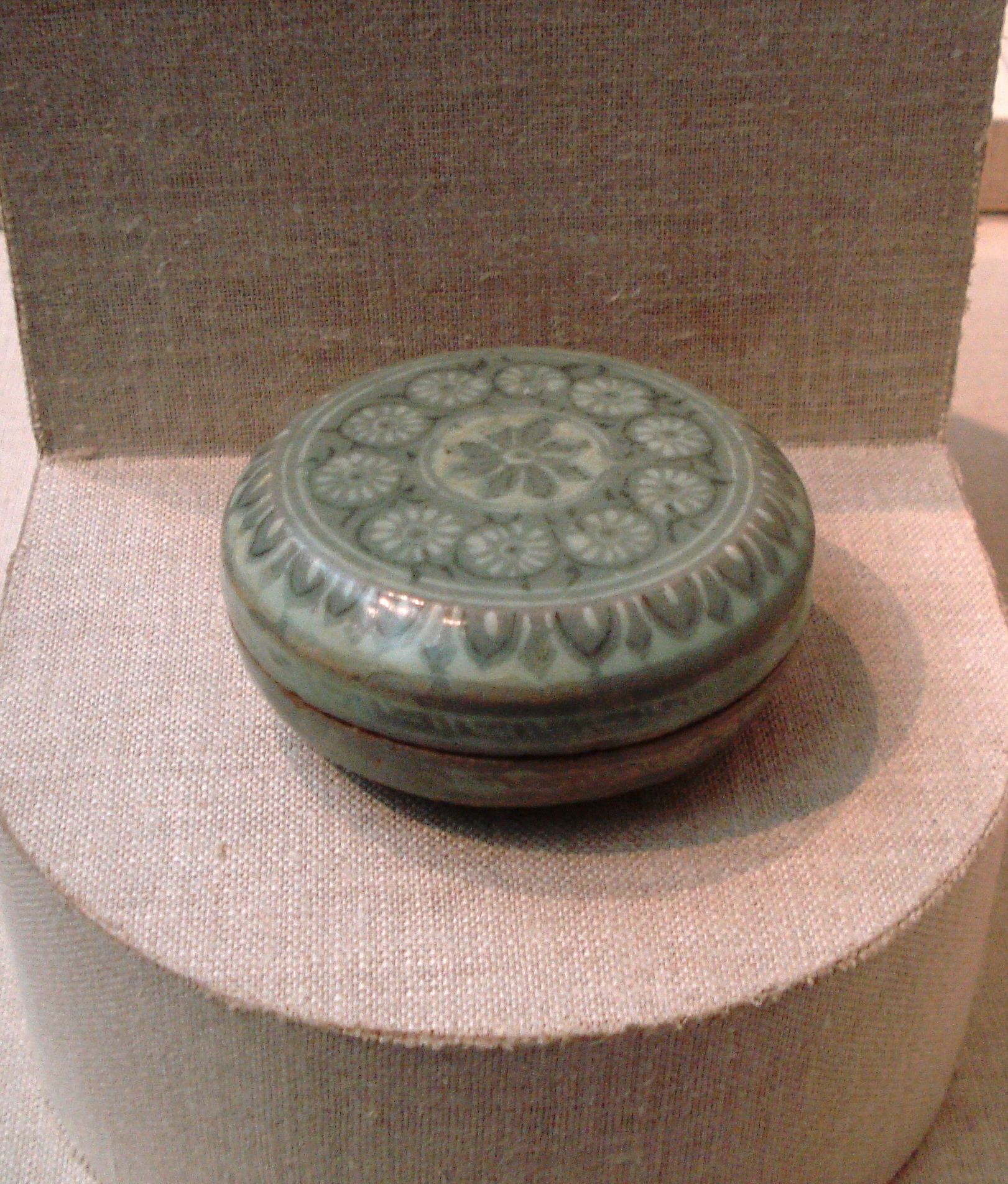
Boîte à fard à décor de rosettes et bordure de lotus, XIIIe siècle. Barbotine blanche et noire sous couverte céladon. Goryeo. Freer Gallery of Art
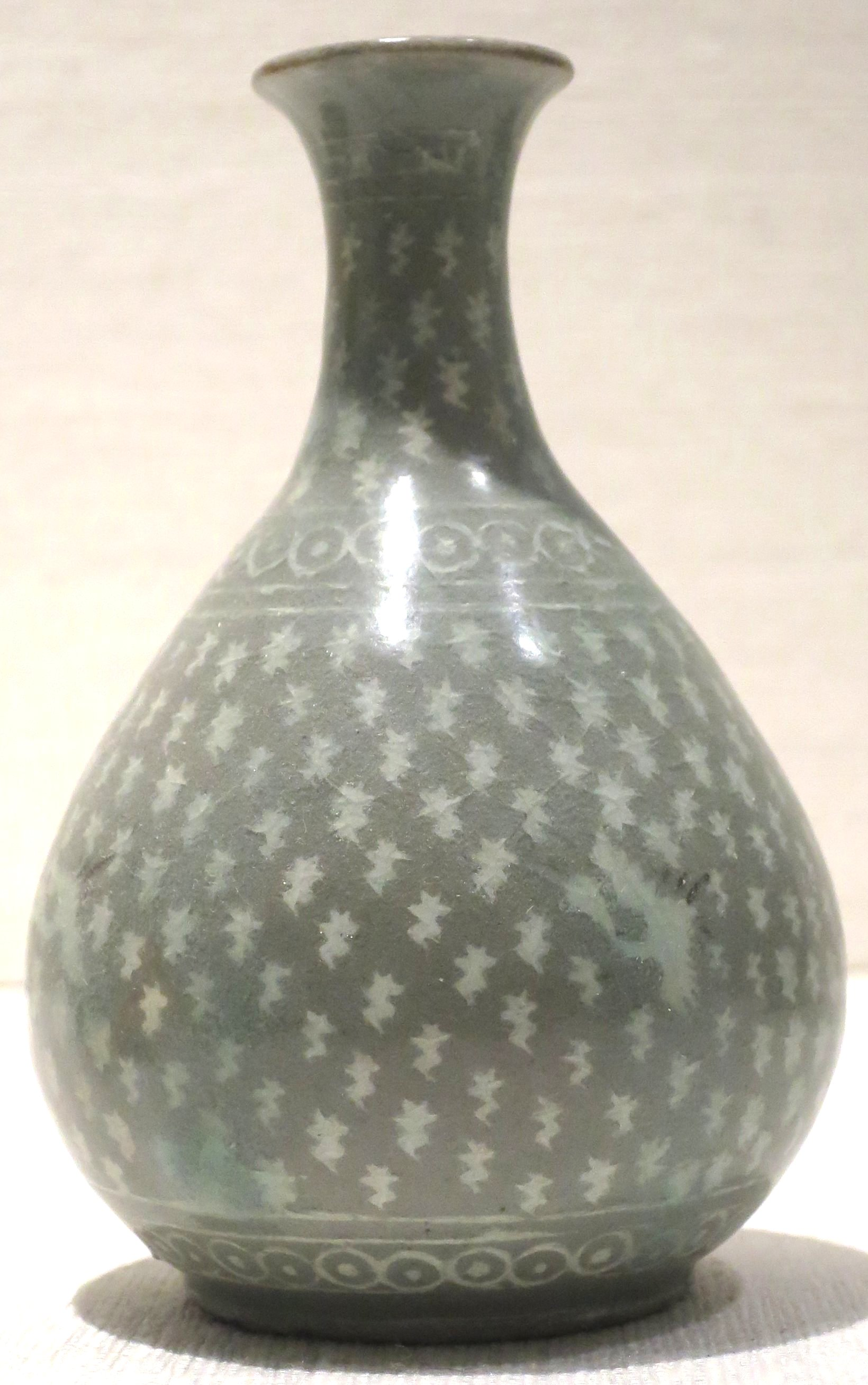
Bouteille à décor de grues dans les nuages. Barbotine blanche et noire sous couverte céladon. Goryeo. Dayton Art Institute
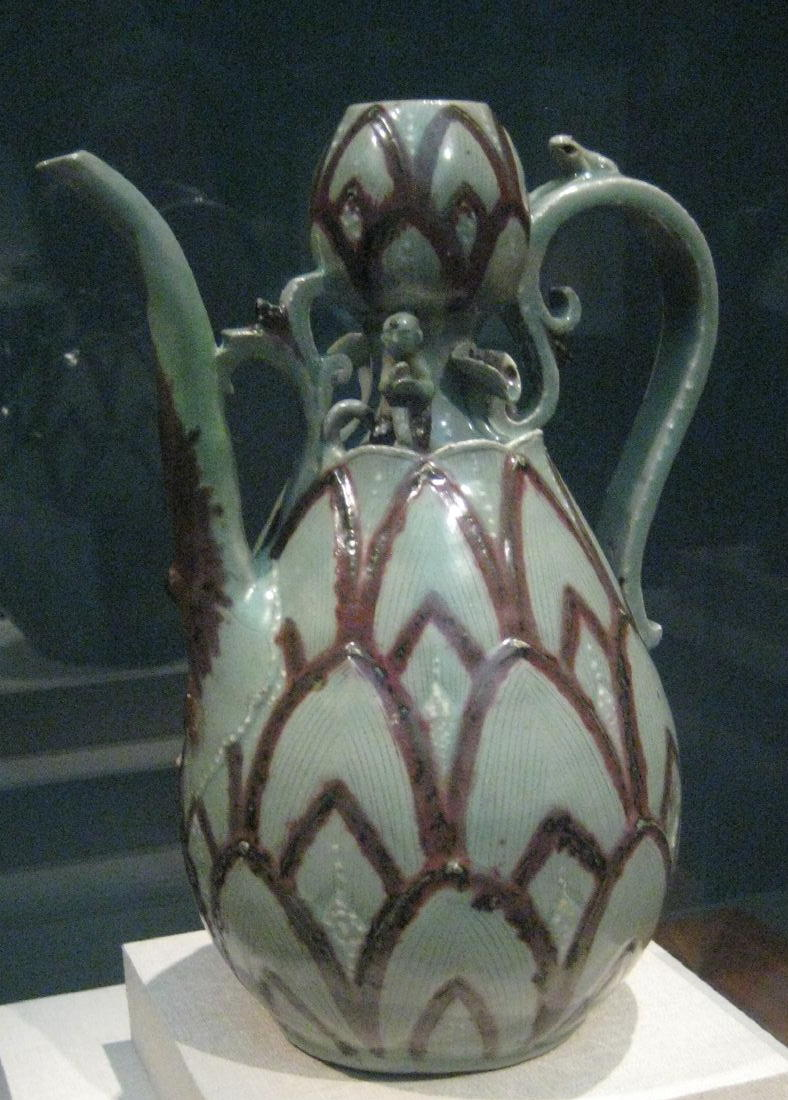
Verseuse à alcool. Enfant agenouillé près du col. Oxyde de cuivre et décor incisé sous couverte céladon. H 30,5 cm. Goryeo, v. 1250. Freer
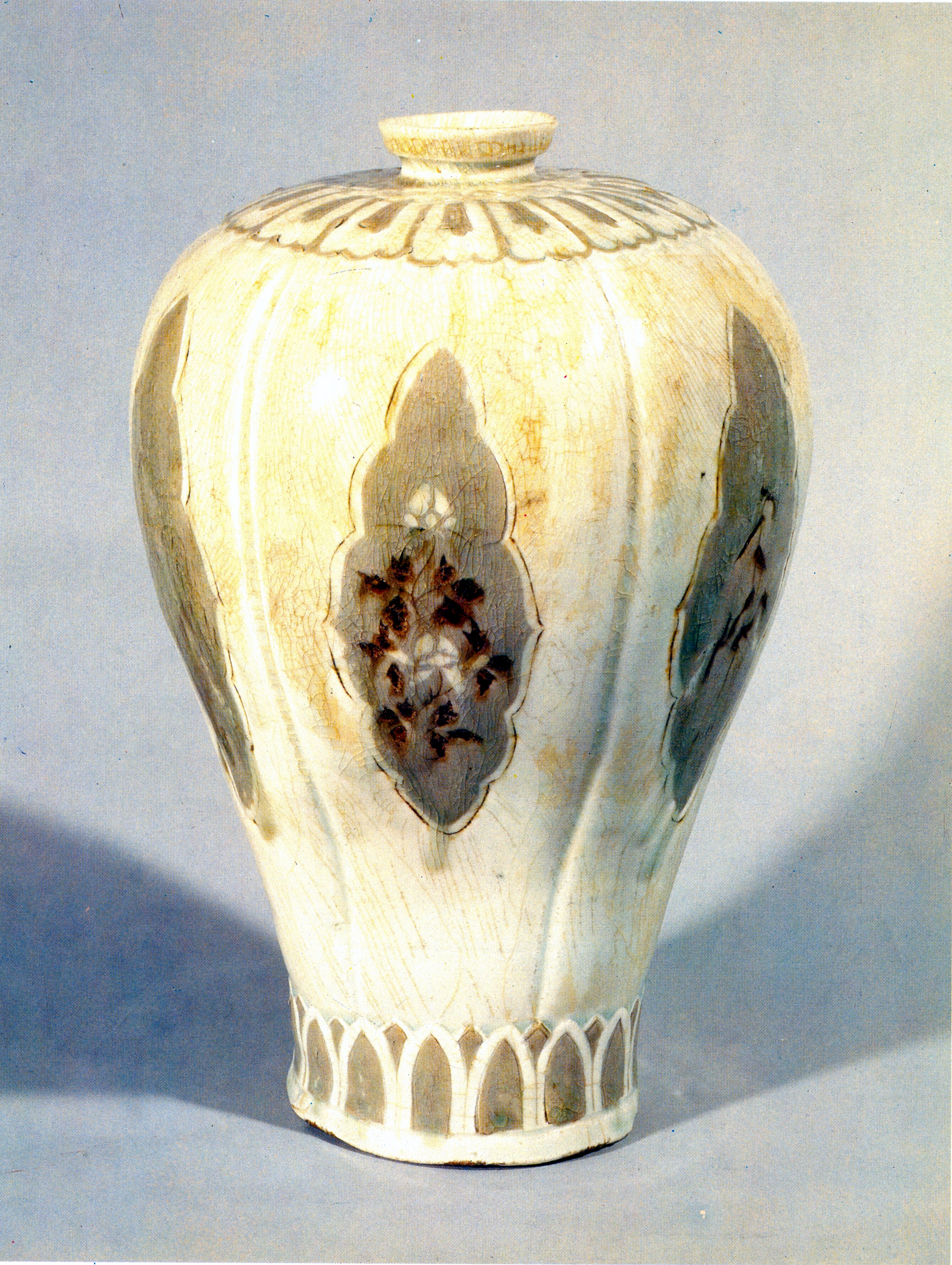
Vase maebyeong. Porcelaine à décor de pruniers en fleurs, brun de cuivre / engobe blanc sous couverte. Goryeo. Trésor national, Musée national de Corée

La dynastie Goryeo (918 - 1392) réalisa l'unification des Trois Royaumes Postérieurs, sous le règne du roi Taejo. Les œuvres de cette époque sont considérées par certains comme étant les œuvres de petite dimension les plus belles de l'histoire de la céramique coréenne.
L'art de la céramique produisit alors des pièces de céladon raffinées, qui surprennent tant par leur complexité, pour certaines, que par leur moderne simplicité, pour d'autres.
C'est pendant cette période que se développèrent les motifs incrustés, les poissons et les insectes stylisés, les panneaux elliptiques, les décorations fleuries ou géométriques, ou encore les motifs de feuillage. Les glaçures des céladons sont d'un vert doux jusqu'au gris bleu (entre autres, les tuiles -giwa- du palais). Les motifs peints à l'argile blanche ou rouge en léger relief sont très rares. L'oxyde de cuivre, de couleur brune, témoigne d'une très grande maîtrise. Les incrustations, quant à elles, bien plus communes, étaient noires et blanches. Les motifs incrustés étaient produits en incisant la pâte, puis en l'évidant avant de remplir le vide ainsi créé par l'argile choisie. On utilisait dans ce travail des argiles blanches et noires. Les motifs à décor incrustés sont les plus représentatifs de la céramique Goryeo.
Les formes que l'on voit en général sont des bouteilles à épaulement, de grands bols bas, ou des bols plus petits et de faible profondeur, des boîtes à fard très élaborées, ou des petites coupes incrustées ; mais la céramique bouddhiste a aussi produit des vases larges, des coupes à chrysanthèmes qui sont souvent d'une architecture spectaculaire, sur leur socle, avec leurs motifs de fleurs de lotus. Des bols à aumônes à bord incurvé ont également été trouvés. Les coupes pour boire le vin sont souvent pourvues d'un long pied, pour être posées sur un réceptacle en forme de plat.

### Bronze

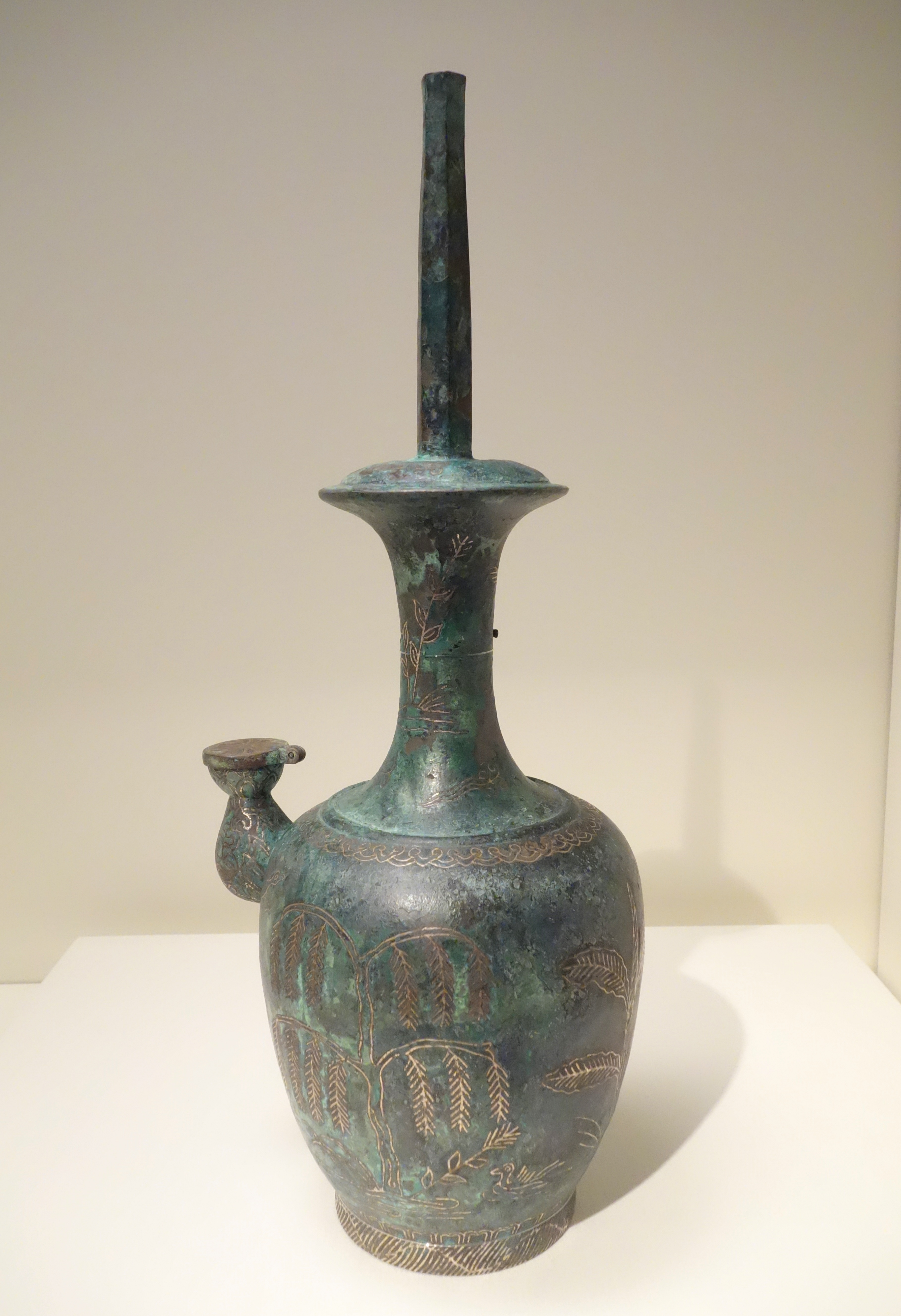
Kundika, vers 1000-1100. Bronze à incrustation d'argent. Décor de paysage. Musée d'art asiatique de San Francisco
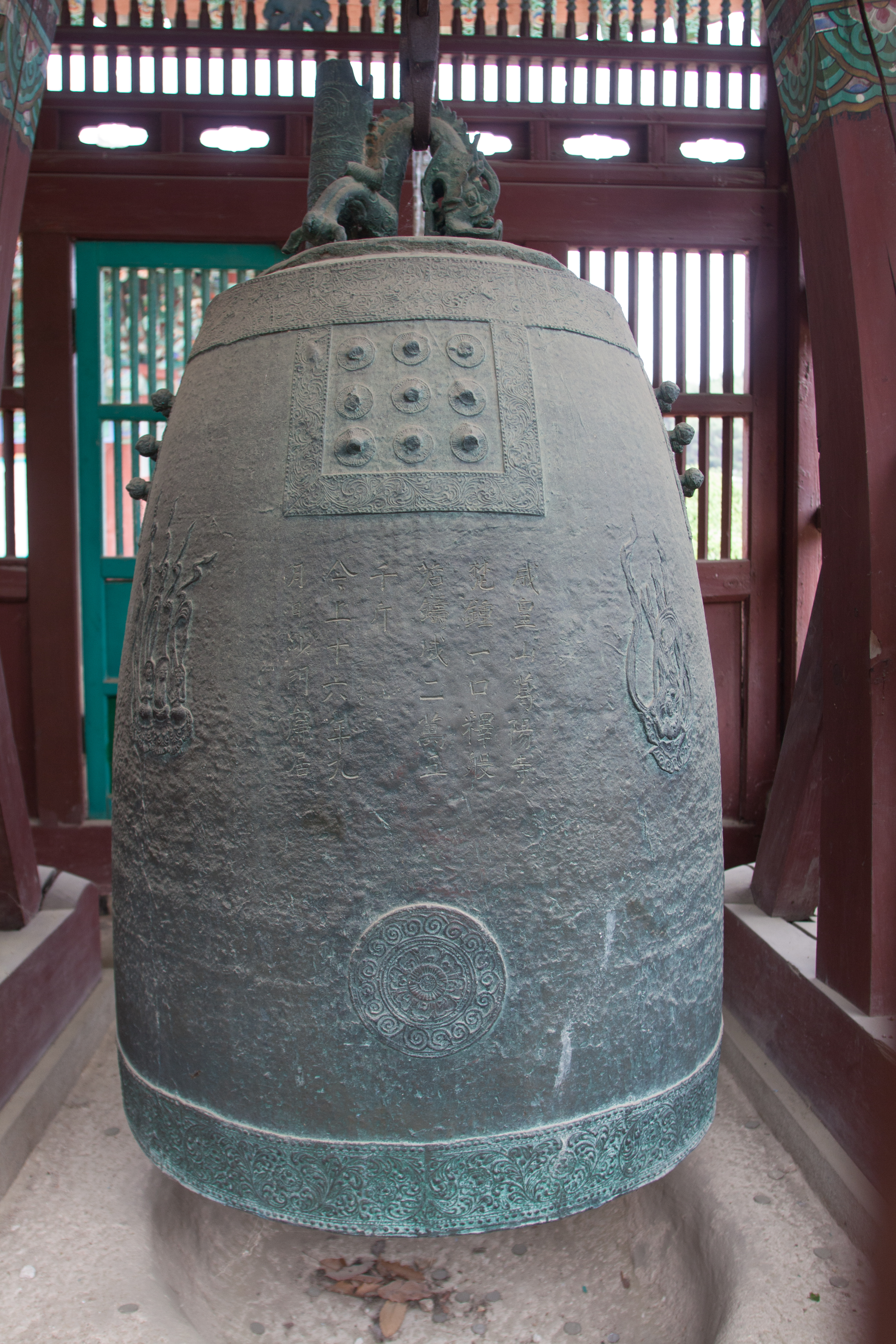
Cloche du Dharma; du temple Yongjusa, Hwaseong. Non daté
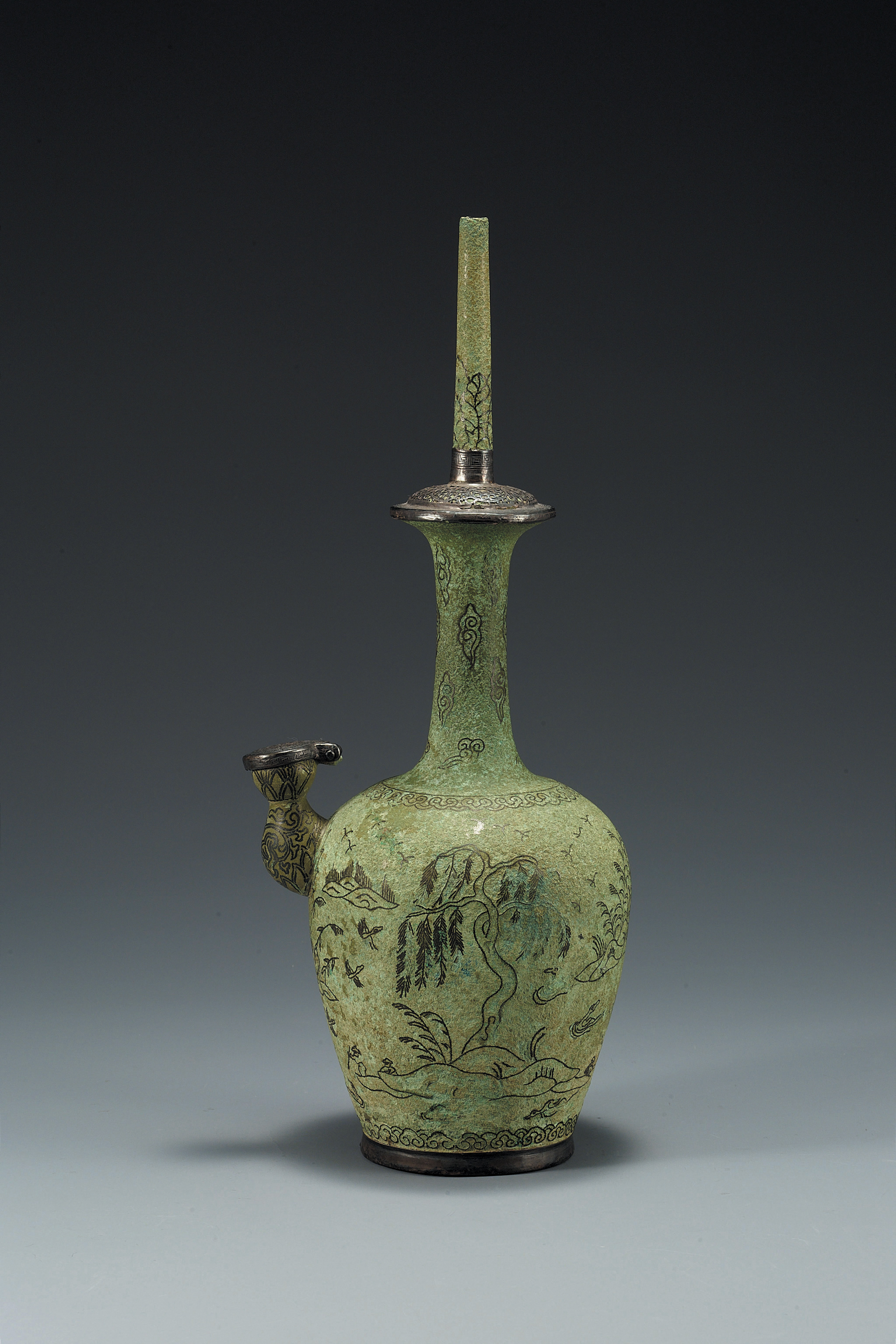
Kundika, vers 1000-1100. Bronze à incrustation d'argent. Décor de paysage. Musée national de Corée

À côté des armes, de nombreux objets liés au culte bouddhiste ont été préservés : les kundika. Celui conservé au Musée national de Corée a gardé son dessin tracé au fil d'argent : un paysage. Cette scène permet d'évoquer la peinture de paysage de cette époque, qui est perdue, et les codes de représentation au trait qui existent en Chine, avec assez peu de différence, depuis longtemps : en particulier un relief mural de la seconde moitié du Ve siècle, les Sept Sages de la forêt de bambous. La schématisation de l'arbre y est tout à fait semblable à celle du kundika précité, et à celle de nombreux autres vases similaires, en céladon ou en bronze, dans la Corée de cette époque.
Plusieurs grandes cloches, qui comportent un décor parfois complexe, ont été conservées. Celle, autrefois exposée au Palais Duksoo, a été fondue suivant un modèle traditionnel dans le royaume de Silla. Une cloche similaire se trouve au Musée national de Corée, qui est datée par une inscription de 1058. La figure d'un ou plusieurs deva faisant l'offrande du parfum sur fond de flammes, alterne souvent avec des médaillons floraux. Ces cloches présentent, dans un carré, neuf boutons, plus ou moins en saillie dans la partie supérieure et, dans plusieurs cas, un bandeau de motifs végétaux, de fleurs de lotus, qui court sur le bord inférieur.